# Пресељани
Пресељани (слч. Preseľany) насељено је мјесто са административним статусом сеоске општине (слч. obec) у округу Топољчани, у Њитранском крају, Словачка Република.

## Становништво
| Година:    | 1994. | 2004.   | 2014.   | 2024.   |
| ---------- | ----- | ------- | ------- | ------- |
| Број људи: | 1472  | 1494    | 1486    | 1509    |
| Разлика:   |       | +1,49 % | -0,53 % | +1,54 % |

| Година:    | 2023. | 2024.   |
| ---------- | ----- | ------- |
| Број људи: | 1524  | 1509    |
| Разлика:   |       | -0,98 % |

Према подацима о броју становника из 2011. године насеље је имало 1.480 становника.